# 皮奥伊州帕尔梅拉
皮奥伊州帕尔梅拉（葡萄牙語：Palmeira do Piauí）是巴西皮奥伊州的一个市镇。总面积2021.228平方公里，总人口5018人，人口密度2.5人/平方公里。